# Aizurro
Aizurro (anticamente Aizuro, Izüür in dialetto brianzolo) è l'unica frazione di Airuno in provincia di Lecco: si trova in una valletta cieca a ovest del centro abitato. Costituì un comune autonomo fino al 1927.

## Origini del nome
L'origine del nome è incerta, anche se potrebbe essere correlata a quella di Airuno; in caso contrario, è necessario accreditare l'assonanza con il vasto e incomparabile blu del suo cielo limpido (un rapporto del 1610, nel solito latino un po' stemperato, riporta "Azurium").

## Storia
Le origini del centro abitato sono pressoché sconosciute; una prima citazione scritta è collocata nell'Archivio Storico Lombardo e risale al 10 luglio 1412. In quella circostanza, il duca Filippo Maria Visconti convocò il Procuratore di Aizurro a Milano per fargli prestare giuramento di fedeltà.
Registrato agli atti del 1751 come un villaggio milanese di 180 abitanti, pochi anni dopo incorporò la frazione di Veglio, e alla proclamazione del Regno d'Italia nel 1805 risultava avere 176 residenti. Nel 1809 un regio decreto di Napoleone determinò la soppressione dell'autonomia municipale per annessione a Brivio, ma il Comune di Aizuro fu poi ripristinato con il ritorno degli austriaci. L'abitato crebbe poi lentamente, tanto che nel 1853 risultò essere popolato da 194 anime, salite a 212 nel 1881. L'inizio del XX secolo vide la defilata località attestarsi in una posizione stagnante fuori dai grandi flussi economici, registrando 209 residenti nel 1921. Fu il fascismo a decidere la soppressione del municipio, annettendolo a quello di Airuno della cui parrocchia faceva parte.